# Bahnhof Mehring

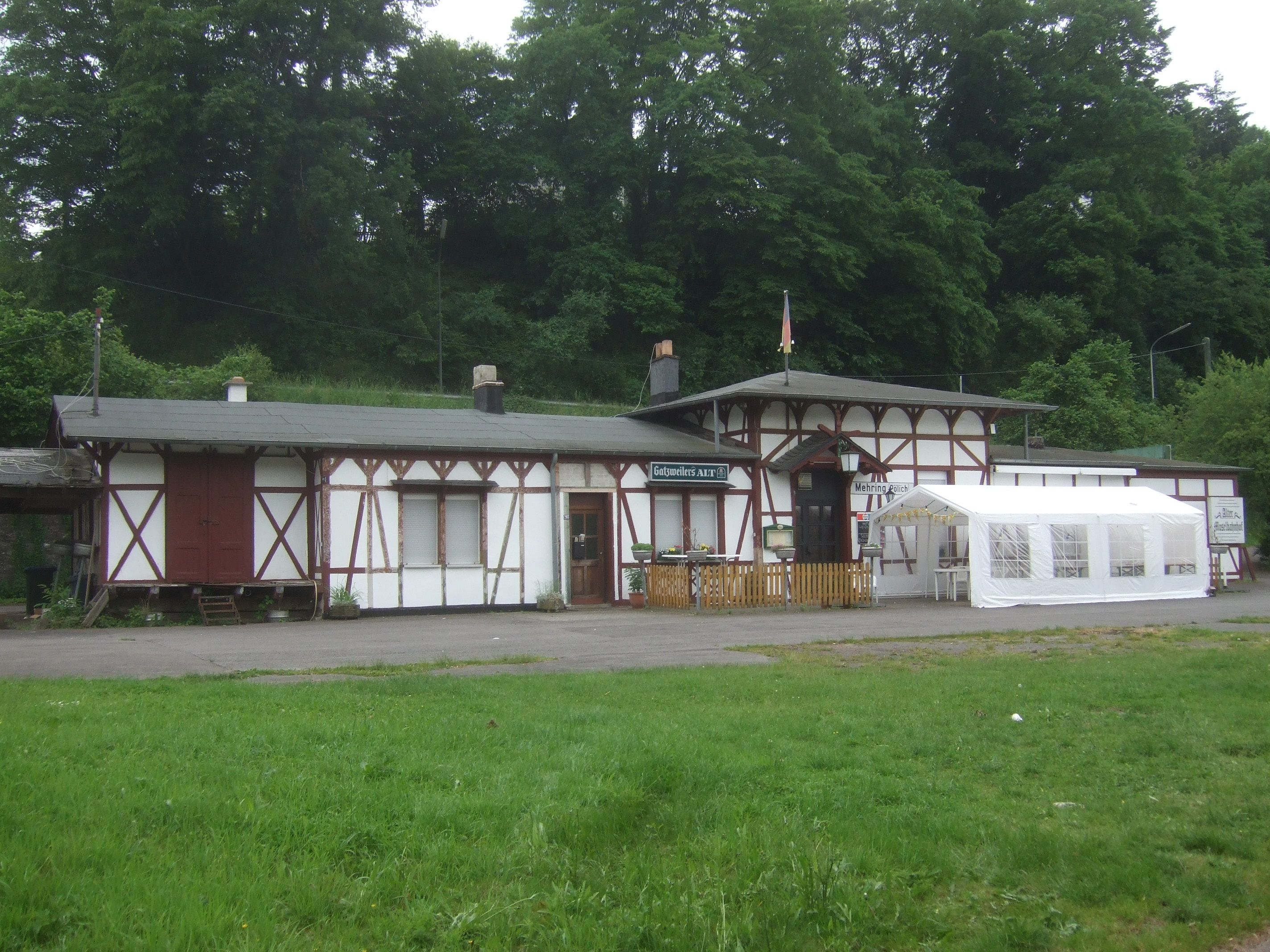
Ehemaliger Kleinbahnhof Mehring (2009)

Der Bahnhof Mehring in Mehring (Mosel) im Wiesenflurweg an der Kreisstraße 85
im Landkreis Trier-Saarburg, Rheinland-Pfalz, war ein Kleinbahnhof an der Moselbahnstrecke Trier Hbf – Bullay.
Er lag am Streckenkilometer 16,9 zwischen den Bahnhöfen Riol und Detzem-Thörnich. Das Gelände liegt rechts der Mosel und auf der ehemaligen Bahntrasse verläuft heute der Mosel-Radweg.

## Geschichte
Der Bahnhof wurde 1903 gebaut und war bis 1968 in Betrieb.

## Bahnhofsgebäude und Bahnhofsumfeld
Der Bahnhof präsentiert sich als eingeschossiger dreiflügeliger Zierfachwerkbau mit angebautem Güterschuppen, wie er in ähnlicher Form auch auf anderen Stationen der Moselbahn vorhanden war. Er wurde in die Liste der  Kulturdenkmäler aufgenommen.
Der Bahnhof hatte ein Kreuzungsgleis und ein Ladegleis.
Seit der Stilllegung wurde der Bahnhof bereits für mehrere Zwecke genutzt, unter anderem als Wohnhaus, Gaststätte und Getränkeverlag.
2019 wurde die Restaurierung und spätere gastronomische Nutzung mit einem Investitionsvolumen von etwa 950.000 Euro geplant.
Seit 2020 wird er als Wein- und Biergarten genutzt.